# Metriopelia
Metriopelia is een geslacht van vogels uit de familie duiven (Columbidae).

## Soorten
Het geslacht kent de volgende soorten:
- Metriopelia aymara – Bronsvleugelpunaduif
- Metriopelia ceciliae – Naaktoogpunaduif
- Metriopelia melanoptera – Grote punaduif
- Metriopelia morenoi – Moreno's punaduif